# Natalja Sergejewna Popowa
Natalja Sergejewna Popowa (russisch Ната́лья Серге́евна Попо́ва; geboren Grinzer/Гринцер 1885 in Nowomoskowsk, Ukraine; gestorben 1975 im Gouvernement Jekaterinoslaw, UdSSR) war eine Pädagogin und Schulbuchautorin für Arithmetik in der Sowjetunion.

## Leben und Wirken
Natalja Grinzers Vater war Staatsrat Sergei Grigorjewitsch Grinzer (1860–1936). Sie zog zum Ende des Jahres 1901 nach Sankt Petersburg um und studierte dort Mathematik. Kurz vor der Oktoberrevolution heiratete sie und nahm den Namen ihres Mannes, Popow, an. Anfang der 1920er Jahre lebte und arbeitete sie in Baku und zog später von dort nach Moskau um. 
Popowa arbeitete als Spezialistin für Grundschulbildung im nationalen Bildungssystem und war Autorin zahlreicher russischsprachiger Lehrmaterialien, von denen mehrere regelmäßig neu aufgelegt wurden. Ihre ersten Bücher aus den 1930er Jahren wurden in eine Reihe von Sprachen in der Sowjetunion übersetzt.

## Veröffentlichungen (Auswahl)
- 1933 Учебник арифметики: Для начальной школы 1: 1-й год обучения
- 1933 Учебник арифметики: Для начальной школы 2: 2-й год обучения
- 1934 Сборник арифметических задач и упражнений 2: Для 4-го года обучения начальной школы
- 1934 Учебник арифметики: Для начальной школы 3: 3 и 4 год обучения
- 1934 Учебник арифметики: 2-й год обучения
- 1937 Сборник арифметических задач и упражнений 1: для 3 класса начальной школы
- 1955 Методика преподавания арифметики в начальной школе
- 1959 Дидактический материал по арифметике